# Dolinka za Piekarnią

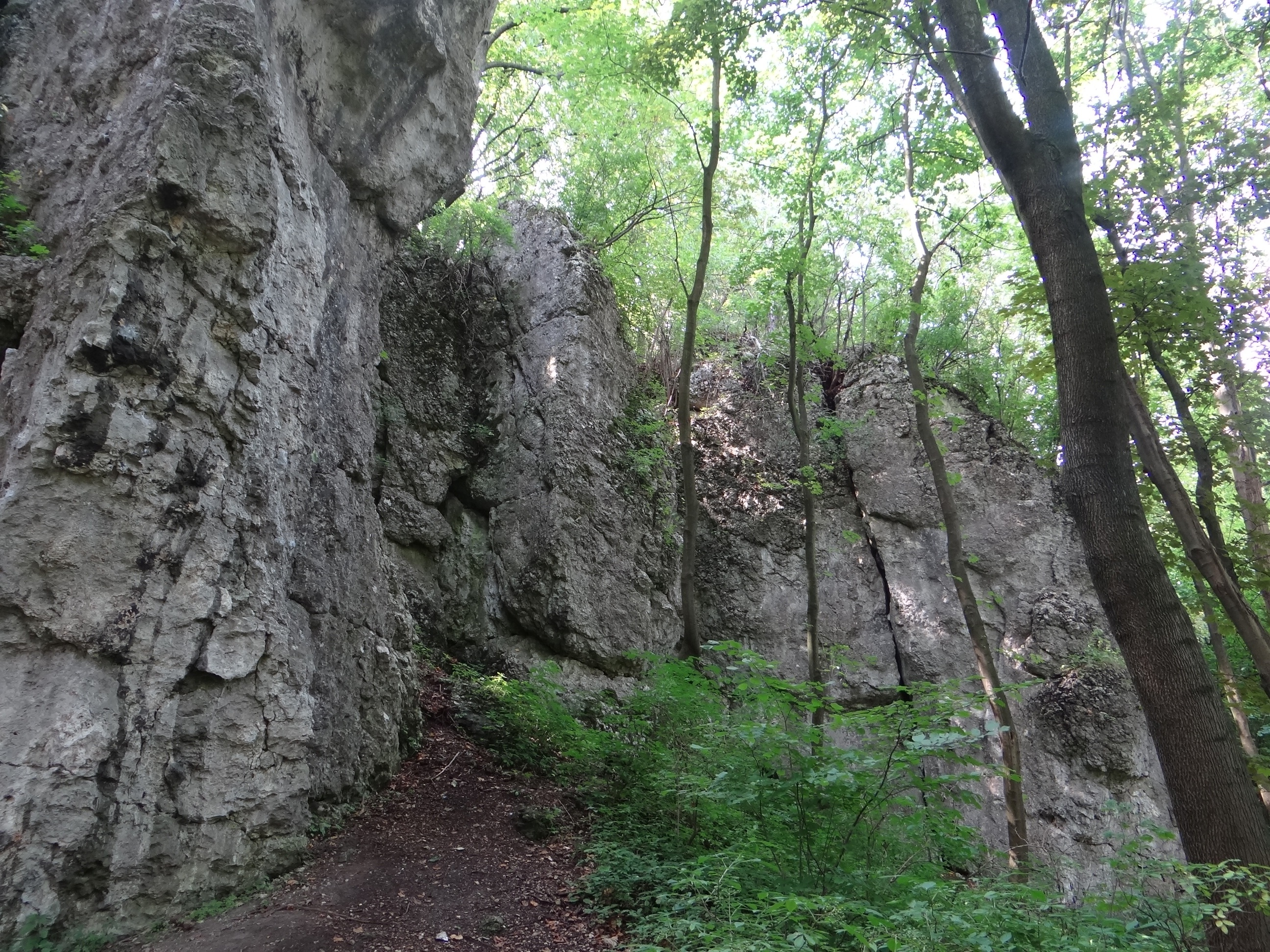
Grupa skał Jęzory

Dolinka za Piekarnią – dolina we wsi Sułoszowa w województwie małopolskim, w powiecie krakowskim. Jest bocznym, prawym odgałęzieniem Doliny Prądnika na Wyżynie Olkuskiej będącej jednym z mezoregionów Wyżyny Krakowsko-Częstochowskiej. Dolinka wyżłobiona jest w wapiennych skałach pochodzących z jury późnej.
Dolinka za Piekarnią ma długość około 1 km i opada z południowego zachodu na północny wschód. Jej dnem spływa niewielki strumyk, często wysychający. Lewe, łagodnie nachylone zbocze Dolinki za Piekarnią to łąki i pola uprawne Sułoszowej. Zbocze prawe jest strome i całkowicie porośnięte lasem. W zboczu tym znajduje się wiele wapiennych skał. Niektórym z nich nadano nazwy: Piramida, Dziurawa Skała, Skała Szymanowskiego, Zimna Skała, Skała nad Łąką i grupa skał Jęzory. Na wzniesieniu po prawej stronie wąwozu, za zabudowaniami gospodarstwa znajdują się jeszcze trzy inne skały: Trzon, Kieł i Plomba.
Nazwa doliny pochodzi od tego, że u jej wylotu znajduje się piekarnia. Tuż za piekarnią w prawych zboczach dolinki znajdują się popularne skały wspinaczkowe Jęzory. Mniej popularne skały wspinaczkowe znajdują się także w wyższej części prawego zbocza dolinki.
Dolinka za Piekarnią ma jedno, orograficznie prawe odgałęzienie – krótki wąwóz Paskowe Doły.